# Gustavsberg-Ingarö församling
Gustavsberg-Ingarö församling är en församling i Värmdö kontrakt i Stockholms stift. Församlingen ligger i Värmdö kommun i Stockholms län. Församlingen utgör ett eget pastorat.

## Administrativ historik
Församlingen bildades 2010 genom sammanslagning av Ingarö församling och Gustavsbergs församling.

## Kyrkobyggnader
- Gustavsbergs kyrka
- Gustavsbergs gravkapell
- Ingarö kyrka